# În mediu vitreg
În mediu vitreg este albumul de debut al rapperului român raku. A fost lansat pe data de 23 martie 2002, cu casa de discuri Facem Records; în 2010 a apărut și o variantă reeditată a albumului care putea fi achiziționată de pe internet. În mediu vitreg a fost lansat simultan cu Secretul din atom de CTC și Cedry2k, acestea fiind primele lansări independente din muzica hip hop românească.
Piesa „Nimic d. pierdut” a beneficiat și de un videoclip, realizat în regia lui Ghioc Mihai și Daniel Plugaru.

## Ordinea pieselor pe disc
1. „Yolomasta' intro”
2. „Dream Team” (colaborare cu Pow)
3. „Supraviețuiesc”
4. „Diferentza d. clasă” (colaborare cu L Doc, A-One, Nwanda, Deliric 1, II-Zece și Connect-R)
5. „Nimic d. pierdut”
6. „Între”
7. „Seule solution” (colaborare cu Pow)
8. „Pentru show” (colaborare cu Subsemnatu', Drops și Parshiwu)
9. „Mare singuratic”
10. „Interludiu”
11. „Oxigenarea creierelor” (colaborare cu Carbon)
12. „Oricând”
13. „În mediu vitreg” (colaborare cu CTC)
14. „Va urma...”